# Кунино
Кунино́ (болг. Кунино) — село у Врачанській області Болгарії. Входить до складу общини Роман.

## Населення
За даними перепису населення 2011 року у селі проживала 501 особа.
Національний склад населення села:
| Національність   | Кількість осіб | Відсоток |
| ---------------- | -------------- | -------- |
| болгари          | 440            | 97,3%    |
| турки            | 3              | 0,7%     |
| інша             | 4              | 0,9%     |
| Всього відповіли | 452            |          |

Розподіл населення за віком у 2011 році:
Динаміка населення: